# Branko Franolić
Branko Franolić (Rijeka, 2. srpnja 1925. – London, 11. siječnja 2011.), hrvatski jezikoslovac.

## Životopis
Godine 1952. zatražio je i dobio politički azil u Velikoj Britaniji tako da je najveći dio znanstvene karijere proveo u inozemstvu. Anglistiku i amerikanistiku diplomira 1957. pri Visokom učilištu Slobodne Europe u Strassbourgu. Doktorira na francuskoj Sorboni 1977. tezom o francuskim posuđenicama u hrvatskom jeziku.Bavio se i indološkim radom hrvatskog gramatičara i indologa Filipa Vezdina.

## Nepotpun popis djela
- "A historical outline of literary Croatian", Erasmus Publishers, Zagreb; Croatian Students and Young Professionals Network, London; 2008., ISBN 978-953-6132-80-5
- "Croatian Glagolitic printed texts recorded in The British Library general catalogue", Croatian Information Centre, Zagreb, 1994., ISBN 953-6058-04-9
- Language policy in Yugoslavia, with special reference to Croatian, Paris, 1988.
- "Filip Vezdin's contribution to indic studies at the turn of the 18th century in Europe", Nouvelles editions latines, Paris, 1991.
- "A bibliography of Croatian dictionaries",  Nouvelles editions latines, Paris, 1985.
- "A short history of literary Croatian", NEL, Paris, 1980.
- Les mots d'emprunt francais en croate, Paris, 1977.
- L'influence de la langue francaise en Croatie, d'apres les mots empruntes, Paris, 1975.
- La langue literaire croate: apercu historique, Paris, 1975.

## Nagrade i priznanja
- dobitnik je nagrade INE za promicanje hrvatske kulture u svijetu za 1996. godinu

## Vanjske poveznice
- MH  - Vijenac, Broj 441, 27. siječnja 2011. 
Domoljub svjetskog ugleda, U SPOMEN BRANKO FRANOLIĆ (1925–2011)  Arhivirana inačica izvorne stranice od 6. veljače 2011. (Wayback Machine)
- Croatica et Slavica Iadertina, Vol.8/2 No.8. Ožujak 2013.
 BRANKO FRANOLIĆ (2. VII. 1925 - 11. I. 2011) In memoriam, Nekrolog
- CROWN - croatia.org
Branko Franolic 1925-2011 distinugished promoter of Croatian studies
- The Croatian Voice: Branko Franolić (1925-2011)  Arhivirana inačica izvorne stranice od 15. prosinca 2012. (Wayback Machine)